# 15 (عدد)
15 (خمسةَ عشَرَ) هو عدد صحيح. يلي العدد 14 ويسبق العدد 16، وهو عدد طبيعي موجب، وهو في العربية: عدد مركب من كلمتين منفردتين، كلمة «خمسة» وكلمة «عشَر»، وأصل التركيب «خمسة وعشر» فحُذفت الواو وبنيت إحدى الكلمتين مع الأخرى فكانتا اسمًا واحدًا.